# 第301沿岸監視隊
第301沿岸監視隊（だいサンマルイチえんがんかんしたい・だいサンビャクイチえんがんかんしたい、JGSDF 301st Coast Observation Unit）は、陸上自衛隊稚内分屯地（北海道稚内市）に駐屯する北部方面情報隊隷下の情報科部隊である。

## 概要
隊長は2等陸佐で稚内分屯地司令を兼務する。レーダーや光学機器などを活用してロシア・サハリンとの間の宗谷海峡を監視、沿岸を航行する船舶の情報収集を主な任務とする。派遣隊が礼文島の礼文分屯地に駐屯する。

## 沿革
- 1955年（昭和30年）12月1日：第301沿岸監視隊が札幌駐屯地において編成完結。
- 1956年（昭和31年）10月31日：第301沿岸監視隊が札幌駐屯地から稚内分屯地に移駐。
- 1968年（昭和43年）3月1日：派遣隊が礼文分屯地において編成完結。
- 1981年（昭和56年）11月1日：丸山レーダー（市内北東部宗谷岬側に位置）が運用開始[2]。
- 2013年（平成25年）3月26日：北部方面隊直轄から新編の北部方面情報隊隷下に編合。

## 任務
第301沿岸監視隊（約90人）は、国際海峡であり、ロシアと対峙する国境でもある宗谷海峡と周辺海域を航行する船舶の監視（実質的には国境監視任務）を主任務とする。航空自衛隊の第18警戒隊と共に周辺自治体に対して災害派遣されることもある。任務の特性と部隊規模から戦闘行動は自衛戦闘程度に限定される。一般には国境警備隊的な部隊として誤認されている場合があるが任務的にも性質的にもそのような事実はない。宗谷総合振興局は第3即応機動連隊の警備担任であり、第301沿岸監視隊の任務は航行する船舶の情報収集であり、海岸線における情報収集は情報保全隊の所掌であるので直接取り扱うことはない。

## 部隊編成
- 第301沿岸監視隊本部
- 隊本部班
- 情報班
- 通信器材班
- 派遣隊（礼文分屯地）
  - 隊本部班
  - 情報班

### 第301沿岸監視隊派遣隊
第301沿岸監視隊派遣隊（だいサンマルイチえんがんかんしたい・だいサンビャクイチえんがんかんしたいはけんたい）は、北海道礼文町の礼文分屯地に駐屯する第301沿岸監視隊隷下の情報科部隊でである。派遣隊長は3等陸佐で礼文分屯地司令を兼務する。編成は隊本部班と情報班のみである。編成当初の状況においては、監視レーダーの性能の限界から地図上で稚内分屯地から礼文島の陰となる海域の監視が不十分であり、編成の目的はこれを補完することにあった。現在は丸山レーダーを運用し全方向で監視が可能となったが、有事の際には電子戦によって本隊の監視能力が限定されることが予想されるので引き続き編成されている。

## 装備
- 9mm拳銃
- 89式5.56mm小銃
- 12.7mm重機関銃M2
- 1/2tトラック
- 1 1/2tトラック
- 3 1/2tトラック
- 1 1/2t救急車
- 人員輸送車（マイクロバス）
- 業務車1号
- リヤカー
- 除雪車